# 奥匈帝国陆军第7集团军
奥匈帝国陆军第7集团军是第一次世界大战期间的一支奥匈帝国部队。奥匈帝国陆军第7集团军组建于1915年5月，之后被部署至俄国前线。最终，该部队于1918年4月被解散。
该部队参与了以下作战行动：
- 戈爾利采—塔爾努夫攻勢
- 大撤退
- 布鲁西洛夫攻势 [1]
- 克倫斯基攻勢
- 拳擊行動